# 바톤부전나비
바톤부전나비(학명: Pseudophilotes baton)는 나비목 부전나비과 바톤부전나비속에 속하는 나비의 일종이다. 남유럽·중앙유럽에서부터 러시아 동단까지 구북구 전체에 걸쳐 분포한다. 날개 폭은 10~11mm이며, 4~9월까지 활동한다.

## 아종
- Pseudophilotes baton baton
- Pseudophilotes baton jacuticus

## 어원
이름인 바톤부전나비는 그리스 신화에 등장하는 장군 암피아라오스의 전차를 모는 차꾼 바톤에서 따왔다.